# Racek Sabinův

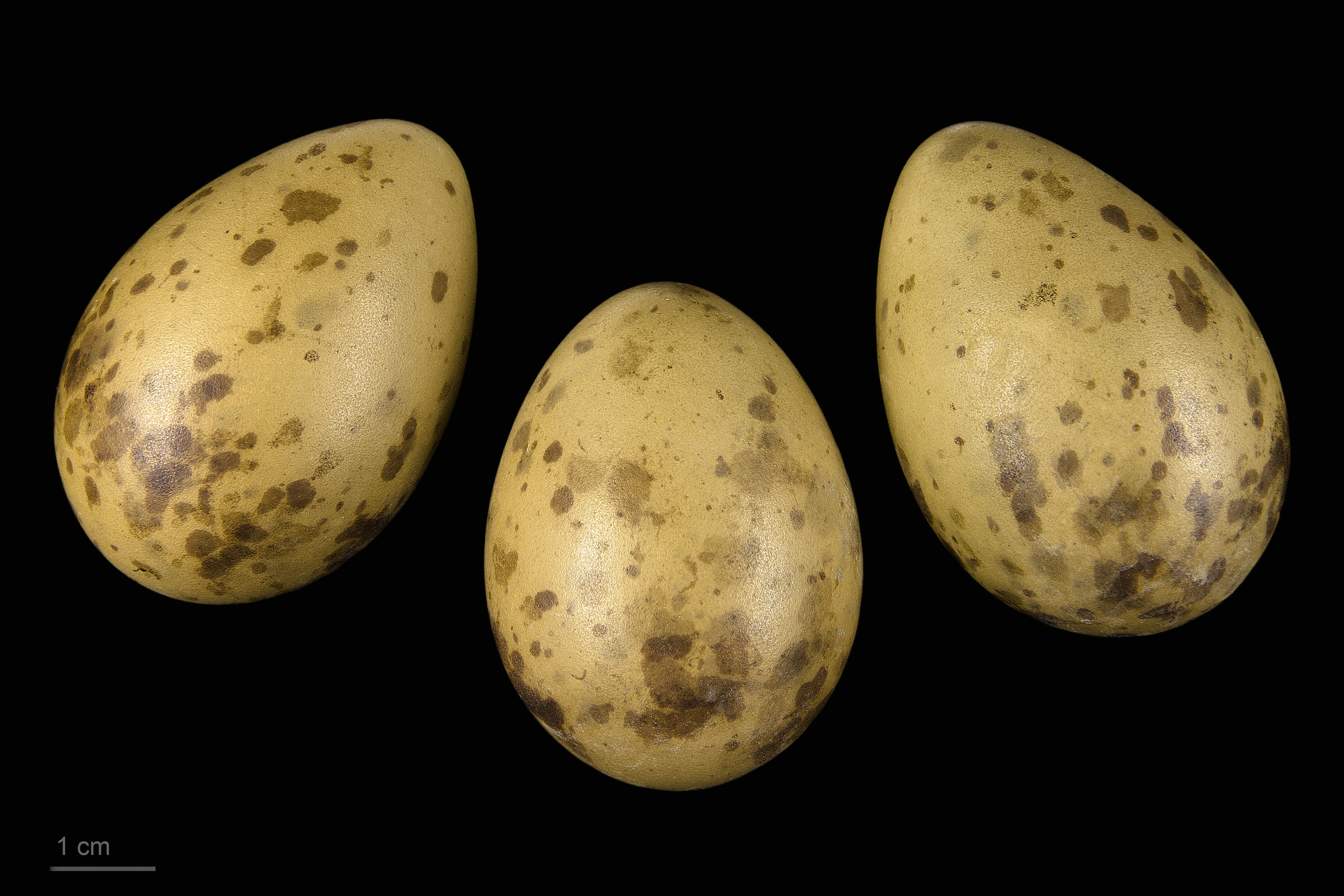
Xema sabini

Racek Sabinův (Xema sabini) je jediným zástupcem malých racků rodu Xema. V každém šatu je nápadný trojbarevným zbarvením křídel (hnědé loketní krovky, bílé loketní letky a vnitřní ruční letky, černé krajní ruční letky). Dospělí ptáci mají černou hlavu a černý zobák se žlutou špičkou. Hnízdí v Grónsku, arktické Severní Americe a severním Rusku na východ od poloostrova Tajmyr, nepravidelně v malém množství také na Špicberkách. Po vyhnízdění se přesouvá na otevřené moře (pelagický druh) a táhne do zimovišť v mořích jižní polokoule (u západního pobřeží Jižní Ameriky a jihozápadní Afriky. Zvláště po velkých mořských bouřích se objevuje i na pobřeží a ojediněle také ve vnitrozemí Evropy. Výjimečně zalétl také do České republiky, kde byl dosud zjištěn sedmkrát.